# Stenopogon vallensis
Stenopogon vallensis är en tvåvingeart som beskrevs av Martin 1968. Stenopogon vallensis ingår i släktet Stenopogon och familjen rovflugor. Inga underarter finns listade i Catalogue of Life.